# Administración Municipal de Transporte de Montevideo

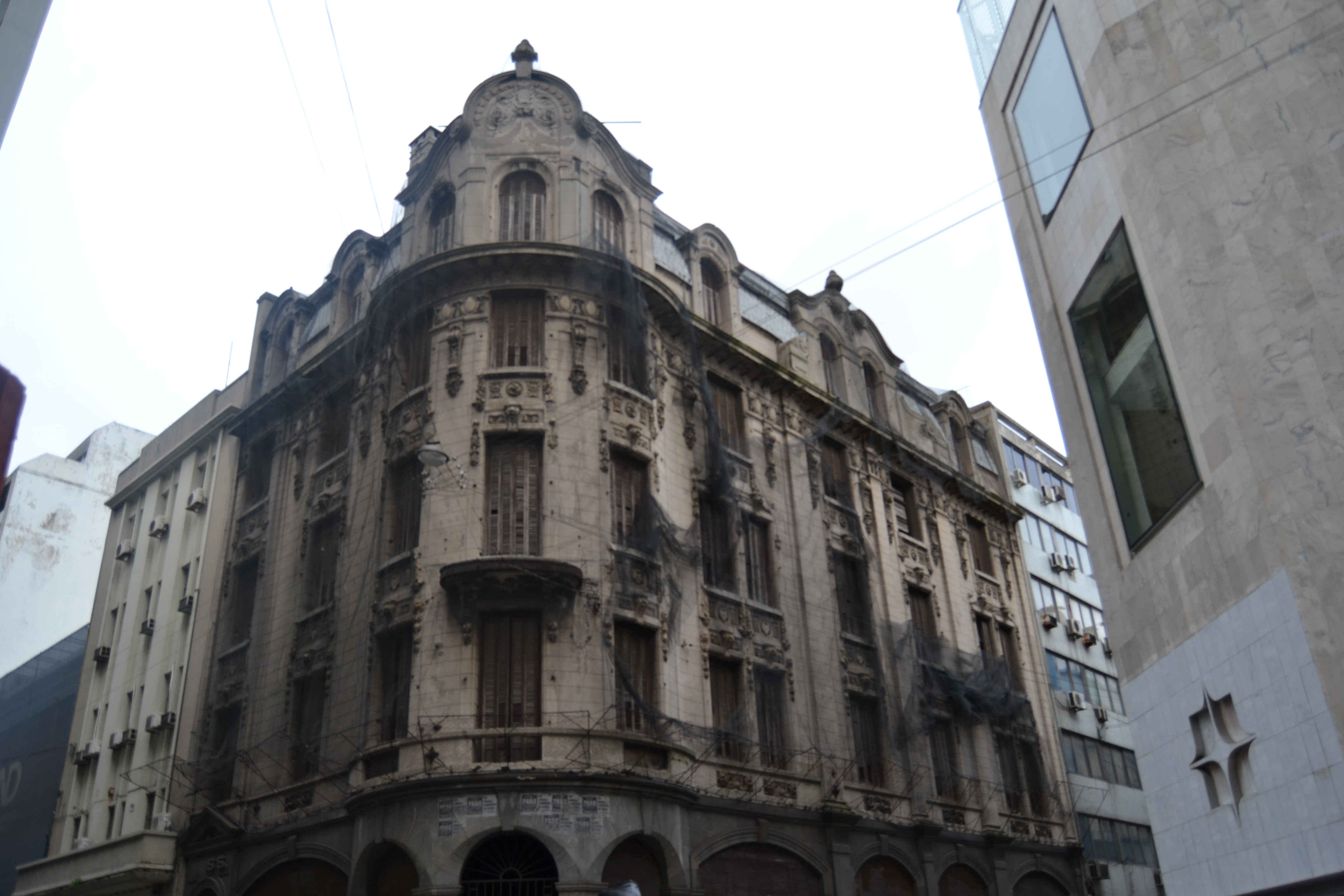
Antigua sede de la Administración Municipal de Transporte Colectivo de Montevideo en la Ciudad Vieja.

La Administración Municipal de Transporte (más conocida por su sigla AMDET) fue una antigua compañía de transporte de pasajeros de Montevideo de propiedad municipal.  

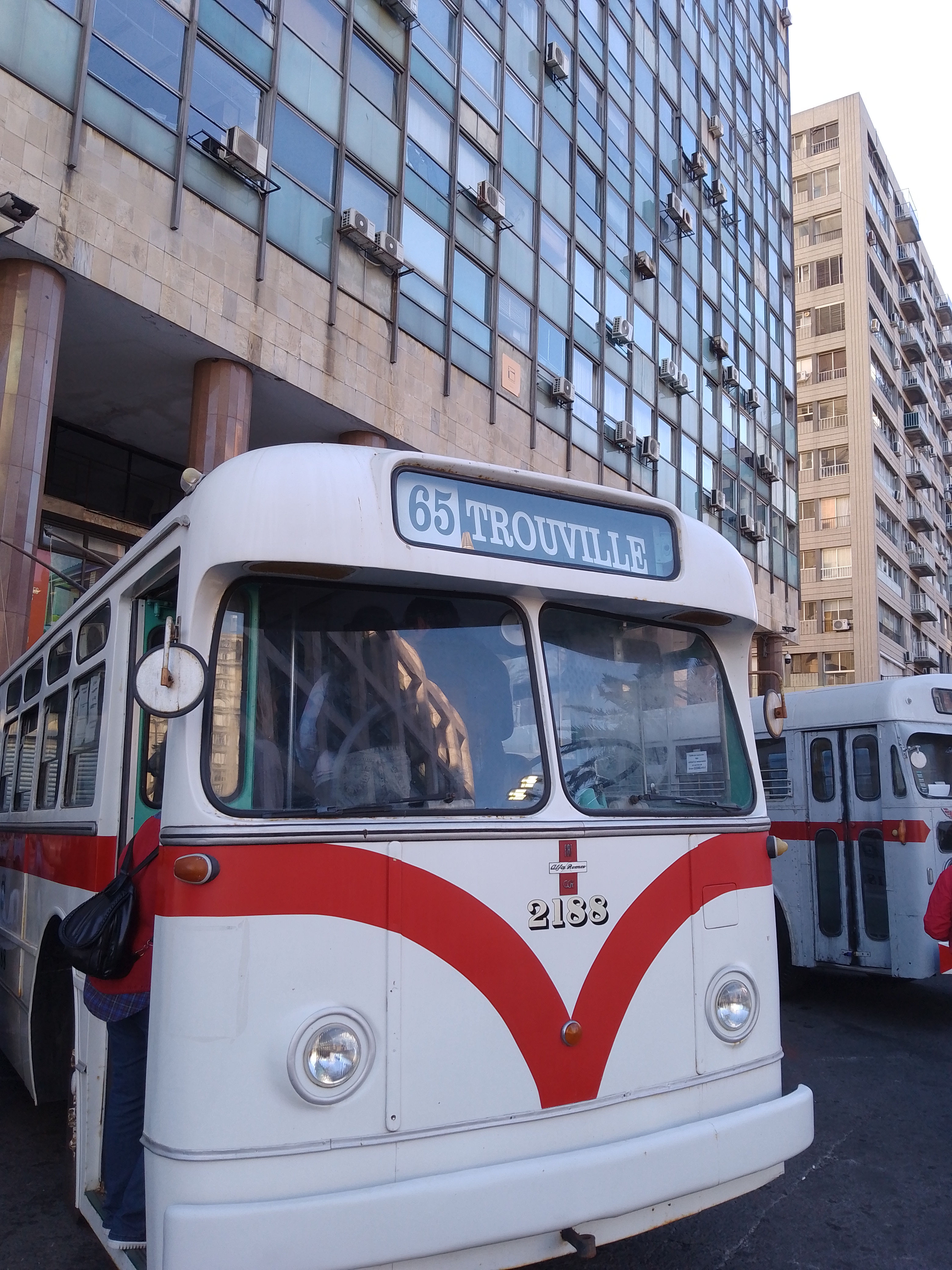
Trolebús Alfa Romeo - Fiat, conservado en Uruguay.

## Antecedentes

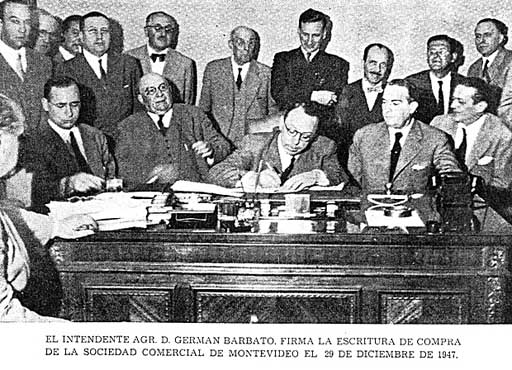
El Intendente de Montevideo Germán Barbato firma la adquisición de la Sociedad Comercial de Montevideo y con ello, la creación de AMDET

Al finalizar la Segunda Guerra Mundial el presidente de la República, Tomás Berreta, envió al Reino Unido una misión diplomática encabezada por el doctor Gustavo Gallinal con el propósito de renegociar la deuda que mantenía el Reino Unido con Uruguay. El 15 de julio de 1947 Uruguay y Reino Unido suscriben un convenio de pagos en el cual se establece que la deuda es de £ 17.000.000 a la cual se le aplica una quita del 10% y el saldo restante queda disponible para la compra de empresas del Reino Unido existentes en Uruguay, en especial, empresas de transporte y de servicios públicos. La deuda británica fue pagada básicamente con la venta al Estado uruguayo de los ferrocarriles, los tranvías y el servicio de agua potable.

## Creación

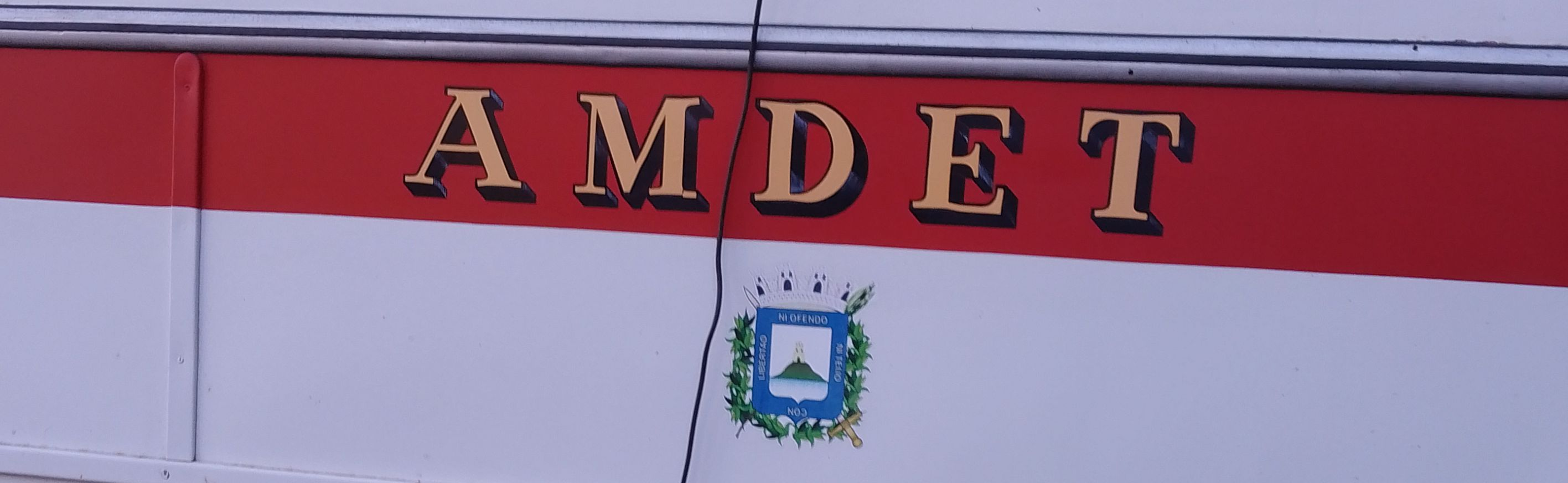
Escudo de Montevideo, y la sigla AMDET con sus colores primitivos.

El 6 de diciembre de 1947 mediante la aprobación de la ley N° 10.980 se dispuso la expropiación de todos los bienes y los derechos de concesión de la empresa de transporte Sociedad Comercial de Montevideo.Finalmente El 29 de diciembre de 1947 bajo la administración del entonces Intendente de Montevideo Germán Barbato se firma la creación del ente municipal, entonces Administración Municipal de Transporte Colectivo. Siendo este, el primer y único ente municipal en el país.

## Historia

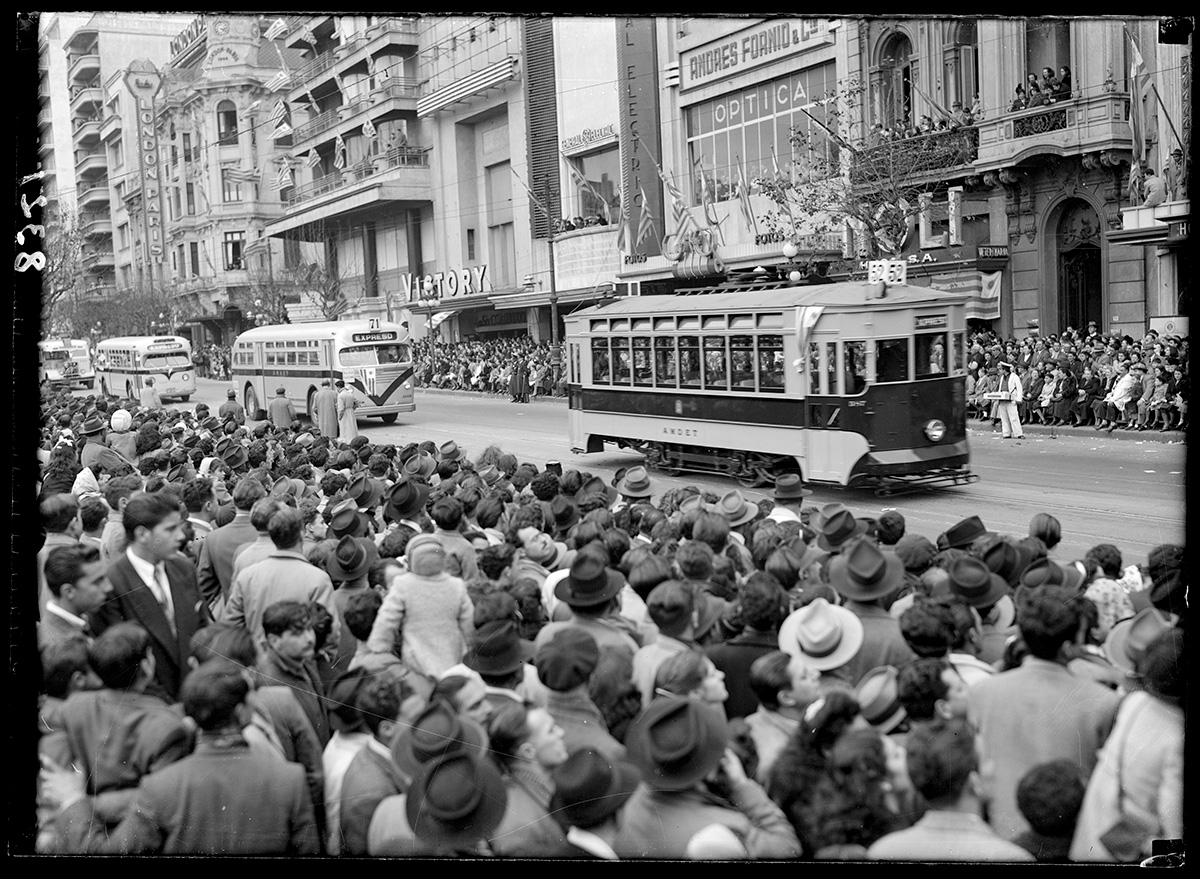
Tranvías y autobuses Mack de la Administración Municipal de Transporte durante un festival de locomoción.

La AMDET pasó a poseer por su propia flota a partir del día 18 de enero de 1948, al serles entregados los tranvías eléctricos del parque vehicular de la empresa tranviaria (de origen británico) Sociedad Comercial de Montevideo más conocida como ¨La Comercial¨ las autoridades de esta empresa la venían ofreciendo hacía ya varios años en venta al Estado a fin de solventar los gastos originados por la Segunda Guerra Mundial para el Reino Unido habiendo resuelto la Corona Británica desligarse de todas las propiedades de ultramar. AMDET comenzó cubriendo entonces las líneas de los tranvías de la S.C.M. en exclusividad y mantuvo los colores tranviarios los clásicos amarillos con franja roja y también manteniendo la numeración de los coches heredados de la empresa inglesa, dicha numeración comenzado con el tranvía número 1 y llegaba el tranvía número 887 esa fue la única actividad de AMDET hasta que durante el mismo año 1948 se resolvió implementar una serie de servicios con autobuses por lo que se adquirieron inmediatamente 50 autobuses construido por la empresa americana MACK eran del modelo C41 con caja de cambios automática y motor trasero de origen estadounidense con capacidad para 40 pasajeros sentados fueron numerados en AMDET desde el 1001 al 1050. Con dichas unidades la AMDET inauguró las siguientes líneas: 71 72 73 74 75 76 y 77 
Entre los años 1948 y 1949 se adquieren las empresas urbanas Autobuses de Montevideo Sociedad Anónima y Transportes Urbanos Sociedad Anónima, compañías que operaban desde hacía solo unos meses ya que aducían problemas financieros. 

### Disolución de los tranvías
El 1 de diciembre de 1950, se eliminaron los servicios tranviarios de la Avenida Rivera con la finalidad de su repavimentación e instalación de la primera red de trolebuses, fueron suprimidas las líneas tranviarias 37, 39, 40 y 53 y modificada la línea 31, que pasó a realizar sus viajes de ida y vuelta por Avenida Brasil - tal como lo hizo en sus principios. Las líneas 32 y 38 por la Av. 8 de Octubre y por la calle Comercio llegaban hasta la Avenida Rivera, regresando nuevamente por estas arterias a sus rutas habituales. A su vez desaparecían definitivamente las líneas números 26 y 50, la primera desde Larrañaga y General Flores y la segunda desde la Estación Reducto, hasta el cementerio del Buceo.
El 15 de mayo de 1955 se suprime la línea de tranvía número 35 (Aduana-Punta Carretas) así como muchas otras.
El 17 de noviembre de 1956 se suprimen las últimas siete líneas urbanas de tranvías estas serían la 9, 10, 11, 12, 28, 55 y 61. Hasta Abril del año siguiente continuaría circulando la única línea suburbana, conocida como "E", entre el barro Belvedere  y Santiago Vázquez.
Finalmente, El 14 de abril de 1957 a la 1:00 de la mañana era suprimida la última línea de tranvía de Montevideo, la línea “E” que circulaba entre el pueblo Santiago Vázquez y el barrio Belvedere en la periferia de Montevideo. Este suceso marcaría el fin de una etapa del transporte colectivo Uruguayo.

## Transporte multimodal
En sus años de operación, se caracterizó por operar tres tipos de transporte, el sistema de tranvías capitalino, disuelto en 1957, y la red de trolebuses de Montevideo. A su vez contó con una amplia red de líneas de ómnibus la cual operaba en todo el departamento. 

### Trolebuses

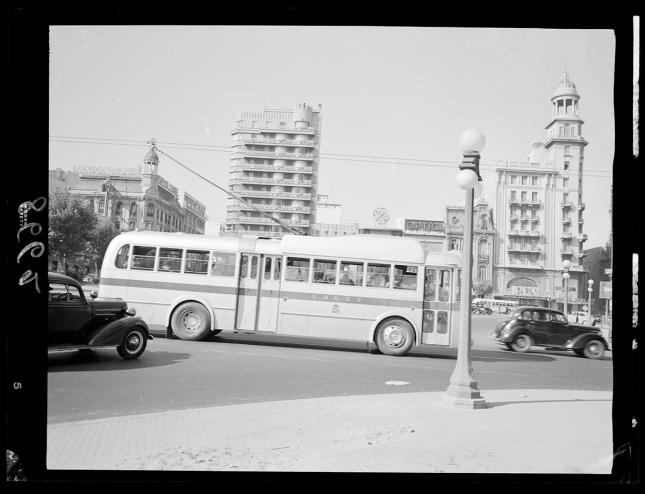
Primeros trolebuses en llegar a Montevideo, fabricados por la British United Traction.

El 13 de diciembre de 1950 el directorio de AMDET anunció su plan de la puesta en marcha de la red general de trolebuses de Montevideo. Este plan nunca se cumpliría en su totalidad. Aunque algunas líneas finalmente se instalaron con números diferentes, otras se sirvieron con ómnibus, varias nunca se establecieron y se instalaron secciones no planificadas originalmente.
El 11 de febrero de 1951 arribaron al Puerto de Montevideo los Trolebuses British United Traction, un consorcio conformado por Leyland y AEC, el primero de estos coche en tocar tierra uruguaya fue el 2013. Inmediatamente fueron trasladados a la Estación Central de Tranvías, en donde se dividieron los galpones a la mitad. Los trolebuses fueron pintados en dos tonos de gris con su correspondiente línea aérea en su interior.
Un mes más tarde, el 28 de marzo de 1951 se inauguraba la primera línea de trolebús, la 62 uniendo la Ciudadela con Pocitos. Los primeros dieciocho coches eran BUT británicos, numerados del 2001 al 2018.
El 22 de julio de 1951 se inauguró la segunda línea entre Ciudadela y Buceo, numerada 63. A medida que se instala la nueva red aérea se comienzan a disolver más líneas de tranvía para sustituirlas por trolebuses.
El 3 de noviembre de 1954 llegan los primeros cinco trolebuses Alfa Romeo Fiat -CGE modelo “Montevideo”, los cuales fueron fabricados especialmente a pedido del directorio de AMDET. Durante 1955 llegarían vehículos similares hasta alcanzar un total de 250 unidades, numeradas del 2019 al 2268.
El 18 de noviembre se inauguraba la línea 4  entre la Aduana y Curva de Maroñas, siendo esta la primera línea de trolebús en circular por la Avenida 18 de Julio. No se habían instalado trolebuses en el eje de las avenidas 18 de Julio-8 de Octubre debido al proyecto de construcción de una línea de subterráneo, el cual fue abandonado por motivos políticos.
En 1963 llegan cincuenta trolebuses simples y cuarenta trolebuses articulados marca Ansaldo San Giorgio importados desde Italia. El 9 de noviembre de ese año cuatro trolebuses articulados  son puestos a prueba por las avenidas Millán y San Martin.
En 1968 circula el primer coche por el túnel de la Avenida 8 de Octubre. Y al año siguiente, por falta de vehículos en servicio, desaparecen las líneas de trolebús que circulaban por la Avenida General Flores.
En 1970 se inaugura una variante de la línea 4, cuyo recorrido parte de la Estación Punta de Rieles  con autobuses Leyland, con destino a la ciudad de Pando.

### Ómnibus
Contó con una amplia red de líneas urbanas, locales y nocturnas.

## Infraestructura
El ente municipal, había adquirido toda la infraestructura de la Sociedad Comercial de Montevideo, desde estaciones, talleres y usinas. Algunas de estas, habían sido también de la Compañía la Transatlántica, que había sido fusionada con la Sociedad Comercial. 

### Estaciones
- Estación Central; el ente la utilizó como taller central.
- Estación Goes; se la destino como terminal de transporte interdepartamental.
- Estación Agraciada
- Estación Larrobla
- Estación Unión
- Estación Artigas
- Estación Punta de Rieles; funcionó como destino de las líneas 72 y 4.
- Estación Reducto

Mientras que las estaciones de Pocitos y del Este fueron demolidas, otras fueron destinadas a otros usos, como el caso de la Estación Goes que se destino para los autobuses suburbanos. Cabe destacar que las estaciones no tenían tenían el fin de descenso y ascenso de pasajeros, si no de depósito o resguardo de los coches.  
A su vez, se construyeron nuevas estaciones como la Estación Buceo, sobre la Avenida Rivera      

### Usinas
- Usina Gonzalo Ramírez; había sido una usina generadora de energía, pero desde la creación de AMDET funcionó únicamente como una subestación de energía, ya que la energía era suministrada por la Administración de Usinas y Teléfonos del Estado. También funcionaba como depósito y garaje del tranvía histórico, hasta su demolición.
- Usina Arroyo Seco, al igual que la usina de Gonzalo Ramírez, pasó a ser únicamente una subestación, hasta su desuso. Actualmente el edificio todavía existe sobre  la rambla portuaria de Montevideo.
- Subestación Plaza de los Olímpicos; fue una subestación de energía subterránea, ya que se encontraba debajo de la mencionada plaza.
- Subestación Parque Batlle, hoy funciona allí el Centro Cultural Las Heras del Municipio CH.

### Flotas
Dicha compañía contó con diversas marcas de autobuses, micros y trolebuses. 
- Micros Ford Thames, utilizados en su gran mayoría para los recorridos de corta distancia y locales.[5]
- Autobuses Leyland Máster - Metropolitan Cammel Weyman
- Autobuses Mack C41
- Autobuses GMC TDH[6]
- Trolebuses Ansaldo San Giorgio
- Trolebuses British United Traction
- Trolebuses Alfa Romeo - Fiat

## Disolución
AMDET desde su nacimiento se hizo cargo de los tranvías, muchos de ellos fuera de servicio, cuando en el mundo entero se estaba empezando a sustituir los tranvías por los ómnibus. La transición de tranvías a ómnibus comenzó aproximadamente entre las décadas de 1950 y 1970. Durante este período, muchas ciudades en todo el mundo optaron por sustituir los tranvías por ómnibus debido a su mayor flexibilidad, menor costo de operación y la capacidad de adaptarse mejor a la expansión urbana. La aprobación del Plan de la Red de Trolebuses de Montevideo en diciembre de 1950 y que comenzó a funcionar en marzo de 1951 marcó un punto de inflexión en este proceso.
También absorbió a los empleados de las empresas de transporte que operaban previamente, integrándolos a su plantilla. Sin embargo, al tratarse de un ente municipal, su personal no se limitó solo a trabajadores con experiencia en el sector, también se incorporaron funcionarios a través de designaciones influenciadas por intereses políticos, lo que contribuyó a los problemas de gestión y eficiencia dentro de la organización.
Los ómnibus que absorbió y adquirió provenían de diferentes marcas, lo que generaba una gran complejidad en el mantenimiento de la flota, ya que cada modelo requería piezas y servicios específicos. Esta diversidad de vehículos dificultaba la gestión eficiente de repuestos y reparaciones. Además, a diferencia de las empresas privadas, donde el dueño del ómnibus solía ser también su conductor, lo que fomentaba un mayor cuidado personal del vehículo, en la empresa municipal los ómnibus no recibían el mismo nivel de atención. La falta de incentivos directos y la estructura burocrática contribuyeron a que el mantenimiento fuera insuficiente, agravando los problemas operativos de la compañía.
Cuando un ómnibus era retirado del servicio para ser reparado, se producía un fenómeno conocido como "canibalización" o "canibalismo mecánico". Esto ocurría debido a la escasez de repuestos, provocada en parte por las limitaciones que enfrentaba como ente estatal, que debía realizar compras a través de llamados a Licitación, enfrentando una Burocracia lenta y pesada. Como resultado, los vehículos en reparación eran desmantelados para extraer sus piezas, quedando finalmente inutilizables. 
La gestión de AMDET era mala y con altos costos, duplicaba a los de otras empresas competidoras
Nota: Diario Acción, 29 de marzo de 1964
Toda esta situación provocó un gran déficit en AMDET. A finales de la década de 1960, la empresa, que en sus inicios se había concebido como un ente regulador para establecer el precio del boleto urbano, enfrentaba una profunda crisis financiera y operativa. Este contexto llevó a la Intendencia Municipal de Montevideo y a los propios trabajadores a evaluar posibles alternativas para resolver la difícil situación. La falta de recursos, sumada a la ineficiencia estructural y el creciente endeudamiento, impulsó un debate sobre su futuro y la necesidad de implementar cambios drásticos para su supervivencia.
En octubre de 1967, la Intendencia Municipal de Montevideo decidió intervenir AMDET con el objetivo de reorganizar la empresa y superar las dificultades que enfrentaba. Mientras el municipio consideraba la posibilidad de deshacerse de la compañía, los trabajadores propusieron la opción de cooperativizarla. A través de la Resolución Nº 15.776 del 29 de junio de 1968, se estableció la creación de una Comisión Administradora Delegada, encargada de dirigir AMDET, con el propósito de organizar su gestión y evaluar alternativas para solucionar la crisis. 

En 1973, los obreros cooperativizados de la administración elevan una carta a la Junta de Vecinos de Montevideo planteando posibles soluciones. En ella, se plantea el permiso de administración y explotación a las cooperativas obreras de las estaciones y líneas de AMDET, además de su autonomía total, en un plan experimental de un año quedando el ente como dueño del patrimonio para luego, demostrada la eficacia, procederse a la venta de los bienes a las cooperativas.
Estas intenciones se concretan en 1974 en la resolución N.º 37.588 de la Intendencia Municipal de Montevideo.
El 11 de marzo de 1975 finalmente se concreta la cooperativización mediante la Resolución N.º 47.441 del Intendente Municipal Oscar Víctor Rachetti, en ella se le otorgó a la Cooperativa Obrera Transportes del SUR una concesión de diez años para la explotación de seis líneas de AMDET, más el uso parcial de la Estación Larrobla.
Un mes más tarde, mediante dos decretos el  8 de mayo de 1975 se le otorgó a la cooperativa Rápido Internacional Cooperativo una concesión de diez años para la explotación de seis líneas de transporte de,  otorgándose también el uso parcial de la Estación Unión, ubicada sobre la Av. 8 de Octubre y Villagrán, hasta el 14 de febrero de 1977 en carácter de comodato precario.
Por último faltaba resolverse el destino de los trolebuses, esta decisión llevó un poco más de tiempo, debido a las dificultades técnicas la complejidad que conllevaba el manejo de las líneas eléctricas.
Para obtener la concesión de dichas líneas de trolebuses, se presentaron dos instituciones, la Cooperativa de Tolebuses y la Cooperativa Obrera Nacional del Transporte Colectivo. Es de notar que esta última tenía la idea de administrar todas las líneas de trolebuses, incluidas las servidas por los trolebuses de marca Alfa Romeo. Pero finalmente mediante la Resolución N.º 61.431, el 14 de octubre de 1975 la Intendencia de Montevideo le entregaría a la Cooperativa de Trolebuses la concesión y la explotación de sólo 4 líneas de trolebuses (líneas 4, 60, 62, 64), más el uso de la Estación Buceo, ubicada sobre la Avenida Rivera.
Finalmente la Administración Municipal de Transporte cede todas sus líneas a las cooperativas y el 1 de febrero de 1976  a las 00:12, con la entrada a la Estación Reducto  finalmente es completada la disolución del ente municipal, setenta trolebuses Alfa Romeo irán a remate. El resto de infraestructura que no fue otorgada a las cooperativas se destino para otros usos, o fue demolida.